# Tasfīyeh Shekar
Tasfīyeh Shekar är en ort i Iran.   Den ligger i provinsen Khuzestan, i den centrala delen av landet, 500 km sydväst om huvudstaden Teheran. Tasfīyeh Shekar ligger 18 meter över havet och antalet invånare är 413.
Terrängen runt Tasfīyeh Shekar är mycket platt. Runt Tasfīyeh Shekar är det ganska tätbefolkat, med 144 invånare per kvadratkilometer. Närmaste större samhälle är Ahvaz, 11,9 km söder om Tasfīyeh Shekar. Runt Tasfīyeh Shekar är det i huvudsak tätbebyggt.